# Das Futterhaus
„Das Futterhaus“-Franchise GmbH & Co. KG ist ein deutsches Einzelhandelsunternehmen mit Sitz in Elmshorn, das sich auf den Vertrieb von Heimtierbedarf spezialisiert hat. Unter der Marke Das Futterhaus betreibt das Unternehmen gemeinsam mit Franchisenehmern rund 430 Standorte in Deutschland und Österreich.
Das Unternehmen wurde 1987 gegründet und zählt zu den größten Fachhändlern für Tiernahrung und -zubehör im deutschsprachigen Raum. Neben dem stationären Geschäft betreibt Das Futterhaus einen Onlineshop. Der Jahresumsatz lag im Geschäftsjahr 2022 bei rund 527 Millionen Euro.

## Geschichte
1987 eröffneten Herwig und Marion Eggerstedt den ersten Das Futterhaus-Markt in Pinneberg (Schleswig-Holstein). Mit 400 m² ist dieser nicht nur der größte Zoofachmarkt Norddeutschlands, sondern der erste Fachmarkt für Tiere mit Supermarktcharakter. 1993 eröffnet in Wedel bei Hamburg der erste Franchisepartner unter der Marke Das Futterhaus. Seit 1999 ist die Bartels-Langness-Unternehmensgruppe (BELA) bei Das Futterhaus beteiligt. 2009 expandierte Das Futterhaus nach Österreich. 2019 erfolgte ein Generationenwechsel im Familienunternehmen von Herwig Eggerstedt zu Andreas Schulz und Kristof Eggerstedt. 2021 erzielte das Unternehmen erstmals einen Systemumsatz von über 500 Millionen EUR.
Seit Januar 2022 bezieht Das Futterhaus den Strom für seine Standorte aus einem Solarpark in Schleswig-Holstein. Das gelieferte Stromvolumen deckt circa 70 Prozent des Bedarfs der Das-Futterhaus-Unternehmensgruppe. Seit 2022 arbeitet Das Futterhaus mit dem Startup Traceless zusammen, dass kompostierbare Tüten für das Unverpackt-Konzept von Das Futterhaus entwickelt.
Seit 2023 baut Das Futterhaus die digitalen Angebote für Kunden aus. 2024 wurde die Das Futterhaus-App eingeführt. Der Online-Shop soll im Frühjahr 2025 eröffnet werden.
2003 wurden bei Das Futterhaus die ersten Eigenmarken eingeführt und seit 2016 über die ACTIVA Heimtierprodukte GmbH & Co. KG vermarktet. Der Eigenmarkenanteil am Sortiment liegt bei rund 20 Prozent (Stand: 2024). Eigenmarken-Tiernahrung: WILDKIND, activa GOLD, activa care, Natur Plus, Lex, Zum Verwöhnen, activa Friends, activa CLASSIC, DRAFT, sowie Eigenmarken Non-Food: feliton, Lieblingsplatz.
Das Futterhaus unterstützt die Deutsche Wildtierstiftung bei ihrem Projekt Nationales Naturerbe um unberührte Naturflächen und Artenvielfalt für folgende Generationen zu sichern, ist Partnerunternehmen von Ärzte ohne Grenzen e.V. und Sponsor beim Fußball-Bundesligisten Holstein-Kiel und Hauptsponsor des American Footballvereins Elmshorn Fighting Pirates.